# Naaldwaterbies
De naaldwaterbies (Eleocharis acicularis) is een wintergroene, vaste plant, die behoort tot de cypergrassenfamilie (Cyperaceae). 
De plant komt van nature voor in de gematigde en koudere streken op het noordelijk halfrond, maar ook in Mexico, Zuidoost-Azië en Australië. Nederland ligt geheel binnen het Europese deel van het verspreidingsgebied. De soort staat op de Nederlandse Rode lijst van planten als algemeen voorkomend en stabiel of toegenomen. De soort is vrij algemeen in het noordoosten, Noord-Brabant en Noord-Limburg, zeldzaam in het midden en oosten en ontbreekt vrijwel in het Noordelijke zeeklei- en rivierengebied, in Flevoland en Zuid-Limburg. 
De soort is goed herkenbaar aan haar dunne, vierkante stengels (ondergedoken en vrijwel nooit bloeiende exemplaren hebben ronde stengels!) Het aantal chromosomen 2n = 20.
De zodevormende plant wordt 2-15 (20) cm hoog en de niet ondergedoken, licht tot middelgroene stengels zijn dun en vierkantig. De naaldwaterbies heeft kruipende, zeer dunne en sterk vertakte wortelstokken. De onderste, vliezige bladscheden zijn vaak paarsrood. De schutbladen zijn bruin met een witte rand.
De naaldwaterbies bloeit van juni tot in de herfst met een sigaarvormige, 2-5 mm lange en 2 mm brede aar. De aar bestaat meestal uit drie tot zes bloemen. De spitse aar is 2-4 mm lang en 1-2 mm breed. Het onderste kafje is stengelomvattend. Er zijn geen of tot vier zeer nietige borstels aanwezig, die ongeveer half zo lang zijn als de nootjes. De stijl heeft drie stempels.
De vrucht is een 1 mm lang, lichtbruin nootje. De kleine, lichtbruine en spoelvormige zaden hebben twaalf lengteribben en zijn fijn dwars gerimpeld.
De naaldwaterbies wordt gebruikt als aquariumplant.

## Ecologie en verspreiding
De naaldwaterbies staat in open en zonnige, zelden licht beschaduwd, ondiep, soms wat dieper, voedselarm tot matig voedselrijk, basen- en min of meer stikstofarm, meestal zwak zuur water met een weinig organische bodem van zand, leem, veen, rivier- en zure klei. Ze groeit in moerassen, aan waterkanten en in stromende of stilstaande wateren, vooral op plaatsen waar voedselrijk water in contact komt met voedselarm water (of bij situaties waar het juist andersom is).

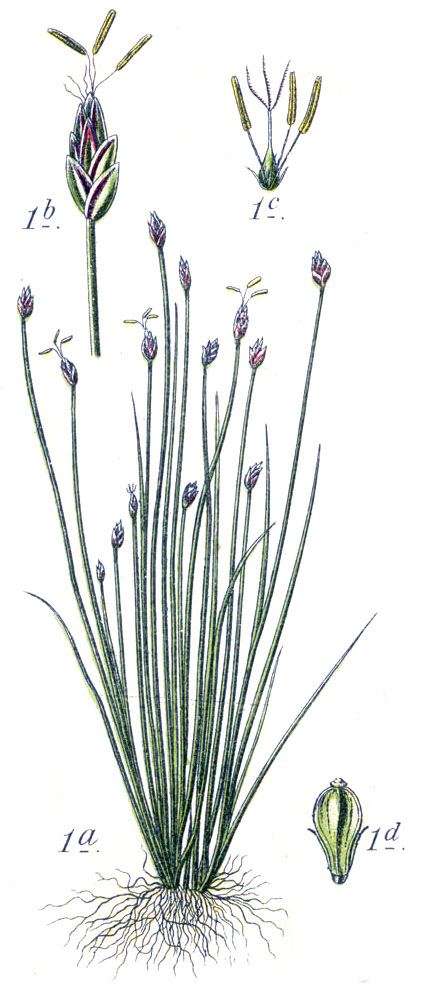
1d met borstels
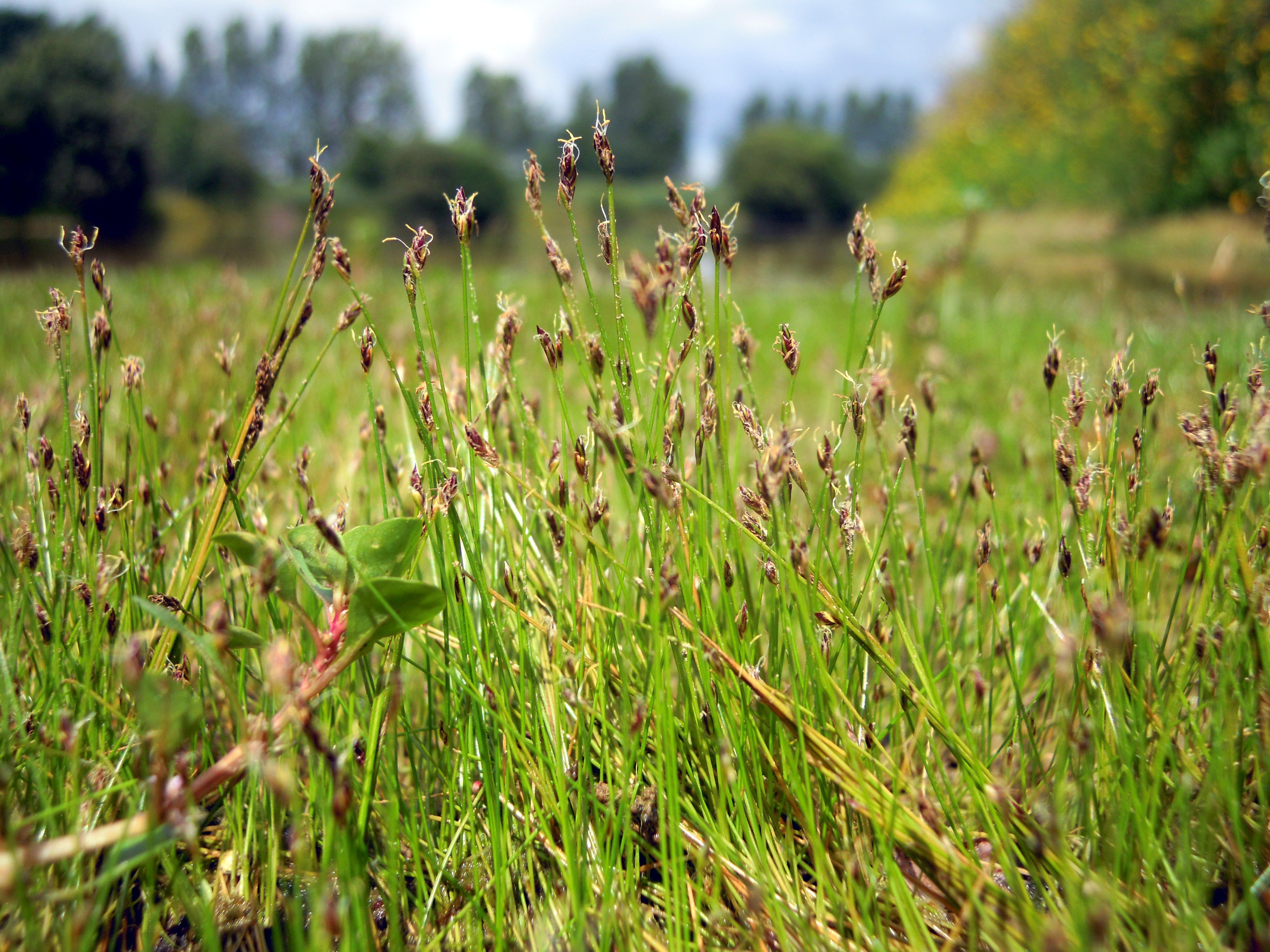
Bloeiende planten
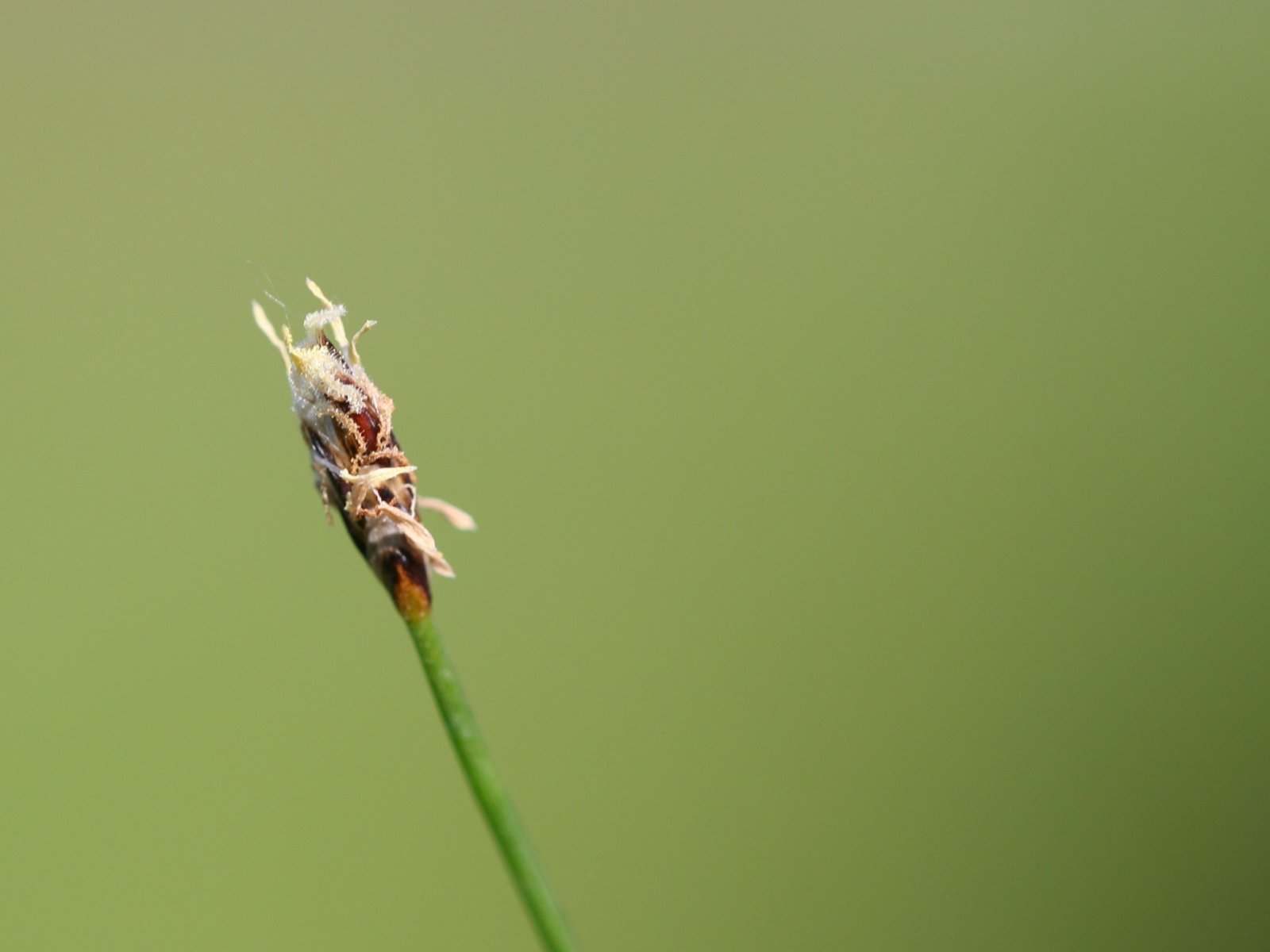
Bloeiwijze
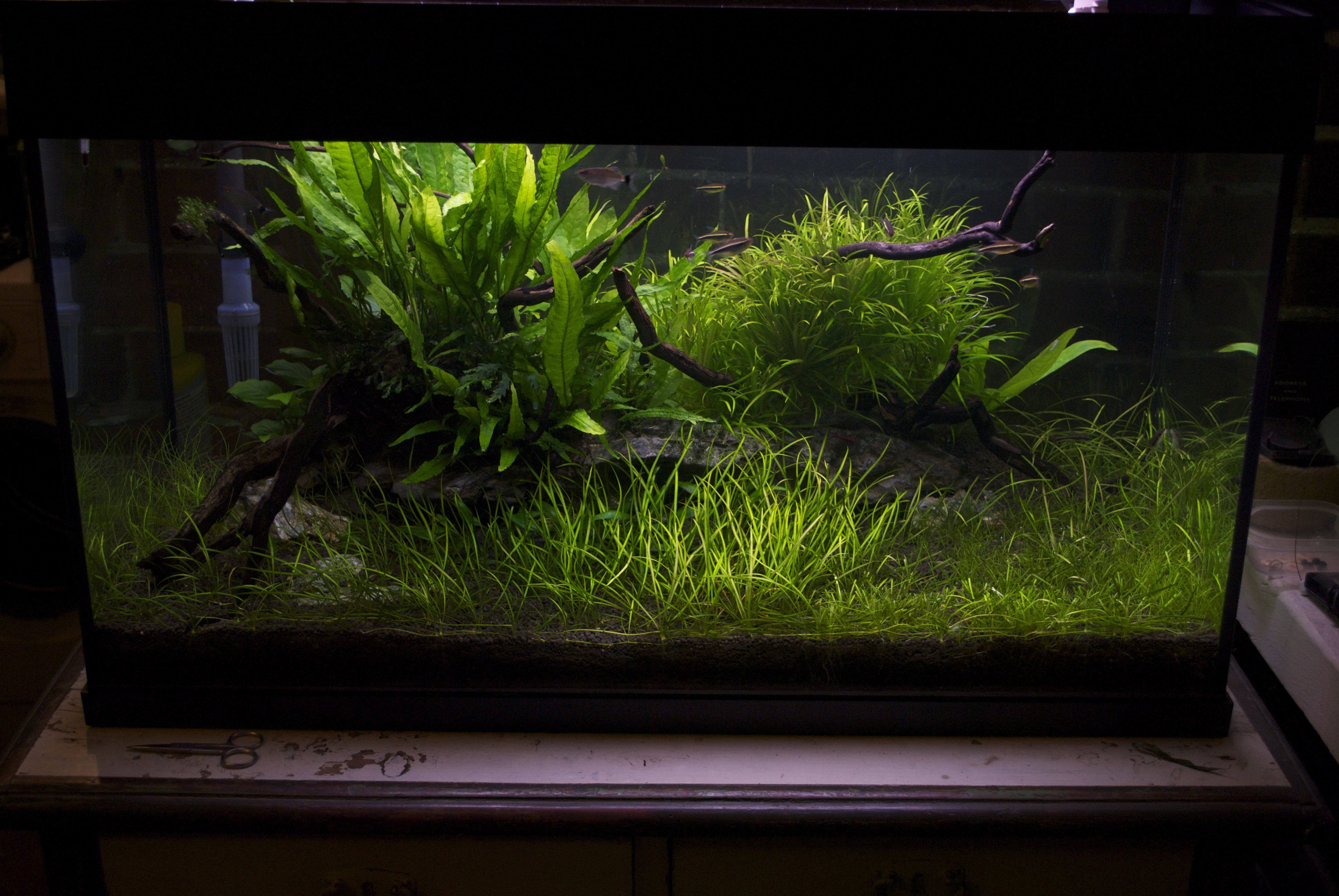
Als aquariumplant